# Joseph Mar Thoma
Pour les articles homonymes, voir Thoma.
Joseph Mar Thoma, né le 27 juin 1931 à Maramon (Kerala) en Inde et mort le 18 octobre 2020, est le primat de l'Église malankare Mar Thoma du 2 octobre 2007 au 18 octobre 2020.

## Biographie
Joseph Mar Thoma occupe cette position de primat depuis la démission en raison de l'âge et de l'état de santé de son prédécesseur Philipose Mar Chrysostom le 28 août 2007.